# 김재춘 (1927년)
김재춘(金在春, 1927년 6월 4일~2014년 1월 2일)은 대한민국의 군인, 정치인이다.

## 생애

### 출생과 본관
본관은 의성(義城)이고 호는 인산(仁山)이며 경기도 김포 출생이다.

### 주요 경력
- 1953년 육군 제6625부대(백마부대) 군수참모(육군 중령)
- 육군 제1관구사령부 참모장
- 1959년 육군 제6관구사령부 참모장
- 1960년 육군 제6관구사령부 참모장(육군 대령)
- 1960년 5월 31일 ~ 겸 육군본부 일반참모비서실장
- 1961년 5월 국가재건최고회의 최고위원
- 1961년 6월 ~ 군경검 중앙합동수사본부 본부장
- 1961년 육군 방첩부대장
- 1963년 국가재건최고회의 문교사회위원장
- 1963년 육군 소장 예편
- 1963년 제3대 중앙정보부 부장
- 1963년 제9대 무임소 장관
- 1963년 자유민주당 최고위원
- 1964년 한국사회연구소 이사장
- 1968년 한국배합사료협회 회장
- 1969년 국민대학교 경제학과 초빙교수
- 1969년 한국산업기술개발연구소 소장
- 1971년 민중당 국회의원
- 1972년 무소속 국회의원.
- 1972년 한국삼업조합연합회 회장
- 1972년 민주공화당 국회의원
- 1973년 경희대학교 경제학과 전임강사
- 1974년 한국축산단체연합회 회장
- 1977년 건국대학교 경제학과 전임교수
- 1995년 자유민주연합 상임고문
- 1996년 자유민주연합 상임고문 직위 퇴임

## 학력
- 1948년 조선국방경비사관학교 5기 졸업
- 1948년 통위부 보병학교 졸업
- 1951년 육군기갑학교 졸업
- 1955년 육군대학 졸업
- 1960년 건국대학교 경제학과 학사
- 1964년 건국대학교 대학원 경제학과 경제학 석사
- 1968년 건국대학교 대학원 경제학과 경제학 박사

### 명예 박사 학위
- 타이완 중국 문화 대학 명예 철학박사

## 역대 선거 결과
|  | 45.01% |

|  | 39.11% |

|  | 16.20% |